# Icecool
Icecool bzw. ICECOOL ist ein Kinder- und Geschicklichkeitsspiel der lettischen Spieleautorengruppe Brian Gomez. Das Spiel für zwei bis vier Spieler ab sechs Jahren dauert etwa 20 Minuten pro Runde. Es ist im Jahr 2016 in einer englischen Version bei Brain Games sowie auf Deutsch bei Amigo erschienen. 2017 wurde es gemeinsam mit den Spielen Der Mysteriöse Wald und Captain Silver für den Kritikerpreis Kinderspiel des Jahres nominiert und konnte sich gegen diese durchsetzen. Zudem gewann es den Deutschen Kinderspielepreis 2017 und wurde beim österreichischen Spielepreis „Spiel der Spiele“ als eines von drei „Spiele-Hits für Kinder“ 2017 ausgezeichnet.

## Thema und Ausstattung
Bei dem Spiel Icecool geht es um ein Wettrennen zwischen einigen Schüler-Pinguinen und dem Hausmeister der Pinguin-Schule. Die kleinen Pinguine wollen lieber Fische auf den Fluren fangen, statt im Klassenraum zu sitzen. Der Hausmeister (der „Fänger“) will die Schulschwänzer (die „Läufer“) fangen. Die Spieler bewegen die Pinguine durch Schnipsen vorwärts und versuchen so, die jeweiligen Aufgaben zu erledigen. Die Läufer bekommen Siegpunkte für das Einsammeln der Fische und der Fänger für das Fangen der anderen Pinguine.
Der Inhalt der Spieleschachtel besteht neben der Spielanleitung aus:
- fünf Schachteln, die zu einem Spielplan zusammengebaut werden,
- vier farbigen Pinguin-Figuren in den Spielerfarben rot, blau, gelb und grün,
- 16 Holzfischen in fünf Farben (je drei in den Spielerfarben und vier grauen)
- 45 Fischkarten mit Werten von 1 bis 3,
- vier Pinguinkarten
- und vier Pinguin-Ausweisen.

## Spielweise
Zu Beginn des Spiels werden die Boxen entsprechend der Anleitung zum dreidimensionalen Spielplan zusammengestellt und mit den neutralen Fischen fixiert. Die Spieler wählen jeweils eine Spielerfarbe und bekommen die entsprechenden Pinguinfiguren, die Holzfische, die Pinguinkarte und den Pinguin-Ausweis. Die Fischkarten werden gemischt und als verdeckter Zugstapel bereitgelegt. Ein Spieler übernimmt die Rolle des Fängers, die anderen sind die Läufer und fixieren jeweils ihre Holzfische oberhalb der markierten Türen.
Der Fänger stellt seine Pinguinfigur auf eine beliebige Position innerhalb der roten Linien in der Küche auf. Der Läufer links neben dem Fänger beginnt das Spiel und stellt seine Pinguinfigur auf das Startfeld im Klassenraum und schnippt sie in eine beliebige Richtung, danach ist der nächste Spieler dran. Ein Zug besteht dabei immer aus einem Schnippen des eigenen Pinguins. Der Fänger startet mit seinem Pinguin von dem Punkt, auf den er ihn gesetzt hat, nachdem der letzte Läufer an der Reihe war.
Die Läufer versuchen, durch das Schnippen ihrer Pinguine ihre Fische zu fangen. Das erreichen sie, wenn es ihnen gelingt, ihre Figur durch die entsprechende Tür zu schnippen. In dem Fall können sie den Fisch oberhalb der Tür zu sich nehmen und eine Fischkarte ziehen. Springen die Fische beim Schnippen über die Tür oder bleiben sie in der Tür stecken, bekommt der Spieler den Fisch nicht und muss in der nächsten Runde erneut versuchen, ihn zu bekommen. Die Fischkarten geben die Anzahl der Punkte an, die der Spieler für den Fisch erhalten hat. Besitzt ein Läufer zwei Fischkarten mit dem Wert “1” („Schlittschuhe“) und deckt sie auf, darf er sie am Ende des Zuges aufdecken und dafür sofort noch einen Zug machen.
Der Fänger versucht, die Läufer zu fangen. Das gelingt dann, wenn er bei seinem Zug einen Läufer berührt oder der Läufer ihn in seinem eigenen Zug versehentlich berührt. In beiden Fällen muss der Läufer seinen Pinguin-Ausweis an den Fänger abgeben, darf danach aber weiter Fische fangen.
Die Runde endet, wenn ein Läufer seine drei Fische erbeutet hat, oder, wenn der Fänger alle Läufer fangen konnte. Beim Rundenende bekommt jeder Spieler pro Pinguin-Ausweis, der sich in seinem Besitz befindet, eine Fischkarte und so die entsprechenden Punkte. Danach bekommen alle Spieler ihre Fische und ihre Ausweise und der nächste Spieler im Uhrzeigersinn nach dem aktuellen Fänger wird neuer Fänger.
Das Spiel endet, wenn jeder Spieler einmal Fänger war; es werden entsprechend so viele Runden gespielt, wie Mitspieler vorhanden sind. Der Spieler mit den meisten Siegpunkten gewinnt das Spiel, bei Gleichstand gewinnt der Spieler mit der größeren Kartenanzahl.

## Icecool2
Im Jahr 2018 erschien mit Icecool2 ein Nachfolger von Icecool. Es ist beinahe das gleiche Spiel; die Elemente der Schule sind jedoch gegenüber der ursprünglichen Version spiegelbildlich angeordnet. Wie Icecool enthält es vier farbige Figuren und 16 Fische aus Kunststoff in fünf Farben, vier Pinguin-Karten und vier Pinguin-Ausweise, wobei sich die Farben gegenüber Icecool unterscheiden (die Spielerfarben sind orange, violett, türkis und braun).
Die Spielregeln von Icecool2 entsprechen denen von Icecool. Wie dort können auch bei Icecool2 die 1er-Fischkarten als Schlittschuhe für einen zusätzlichen Zug eingesetzt werden. Zusätzlich kann hier der Spieler pro Runde für eine 1er-Karte eine der folgenden speziellen Aufgaben erfüllen:
- über eine Wand schnippen,
- durch mindestens zwei Türen schnippen und
- zuerst gegen eine Wand schnippen, bevor sich der Pinguin danach durch eine Tür bewegt.

Der Spieler muss vor seinem Zug ansagen, welche Aufgabe er erfüllen möchte, und wenn es ihm gelingt, darf er eine weitere Fischkarte als Belohnung ziehen. Eine Karte, die für eine Aufgabe genutzt wurde, darf nicht zusätzlich für einen Extrazug verwendet werden. Bei Icecool2 können zudem zwei 2er-Fischkarten eingesetzt werden, um einen Fisch einer beliebigen Farbe von einer Tür auf eine beliebige andere Tür zu stecken, außer einer der Türen des Raums, in dem sich der entsprechende Pinguin zu diesem Zeitpunkt befindet.

## IcecoolundIcecool2

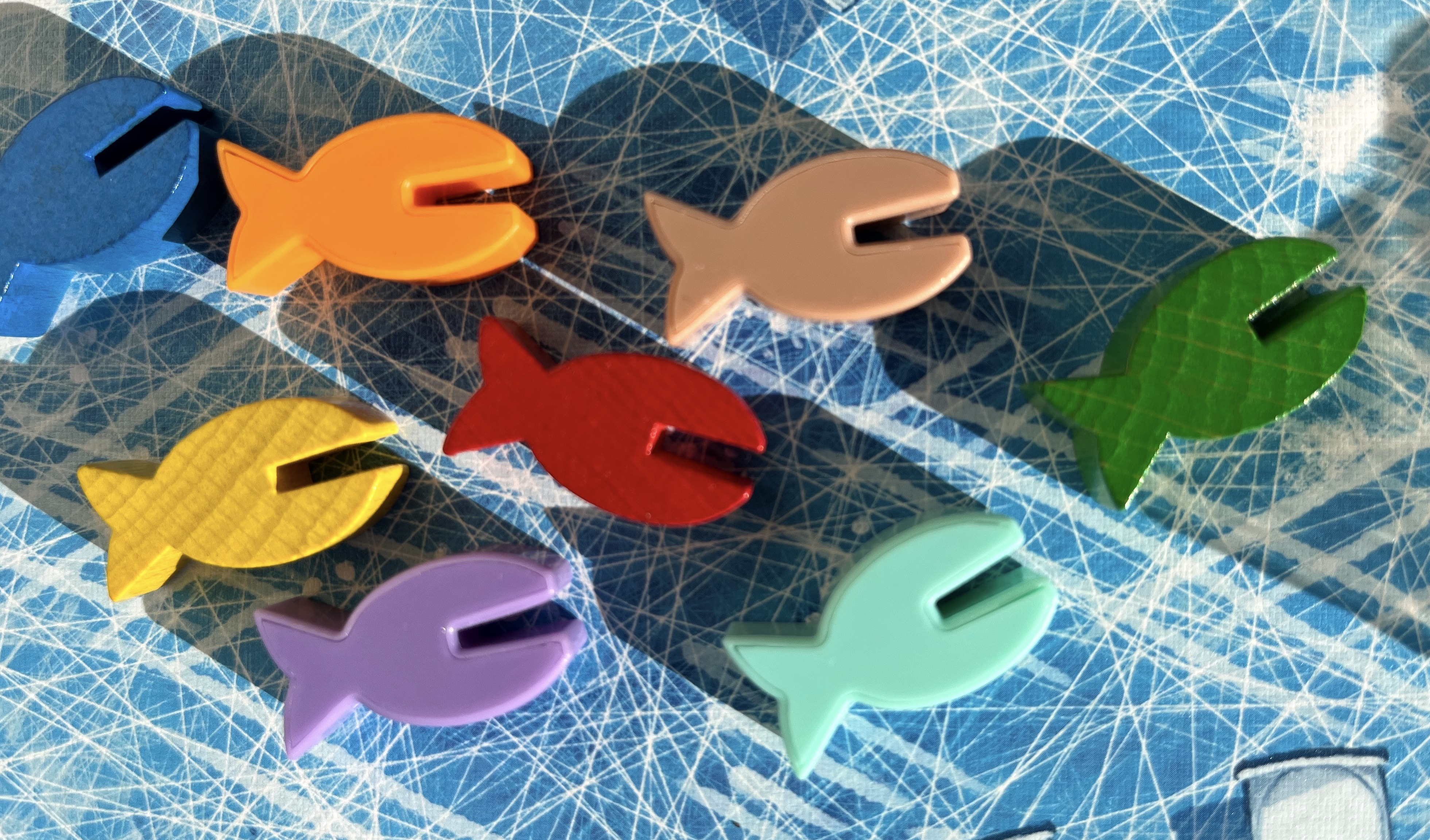
Fische aus Icecool (Holz) und Icecool 2 (Kunststoff)

Icecool und Icecool2 können auch kombiniert gespielt werden, wobei mehrere Aufbauten möglich sind. In dem Fall ist das Spiel mit bis zu 8 Spielern möglich. Beim Spiel mit sechs oder mehr Spielern werden zwei Spieler als Fänger eingesetzt, die jedoch jeweils für sich spielen. Das Spiel endet wie die Einzelspiele, wenn entweder ein Spieler alle Fische seiner Farbe gesammelt hat oder wenn die Fänger alle Spieler eingefangen haben. Im letzten Fall bekommt jeder Fänger nur für die Ausweise Karten, die er selbst eingesammelt hat.
Als neue Variante für das kombinierte Spiel wird zudem „Das grosse Wettrennen“ ermöglicht, das in Teams von je zwei Spielern gespielt wird. Die Regeln für das Spiel entsprechen denen des Grundspiels, allerdings gibt es in dieser Variante keine Fänger. Das Spiel gewinnt das Team, bei dem zuerst beide Spieler ihre gesamten Fische eingesammelt und das Zielzimmer erreicht haben.

## Mini-Erweiterungen

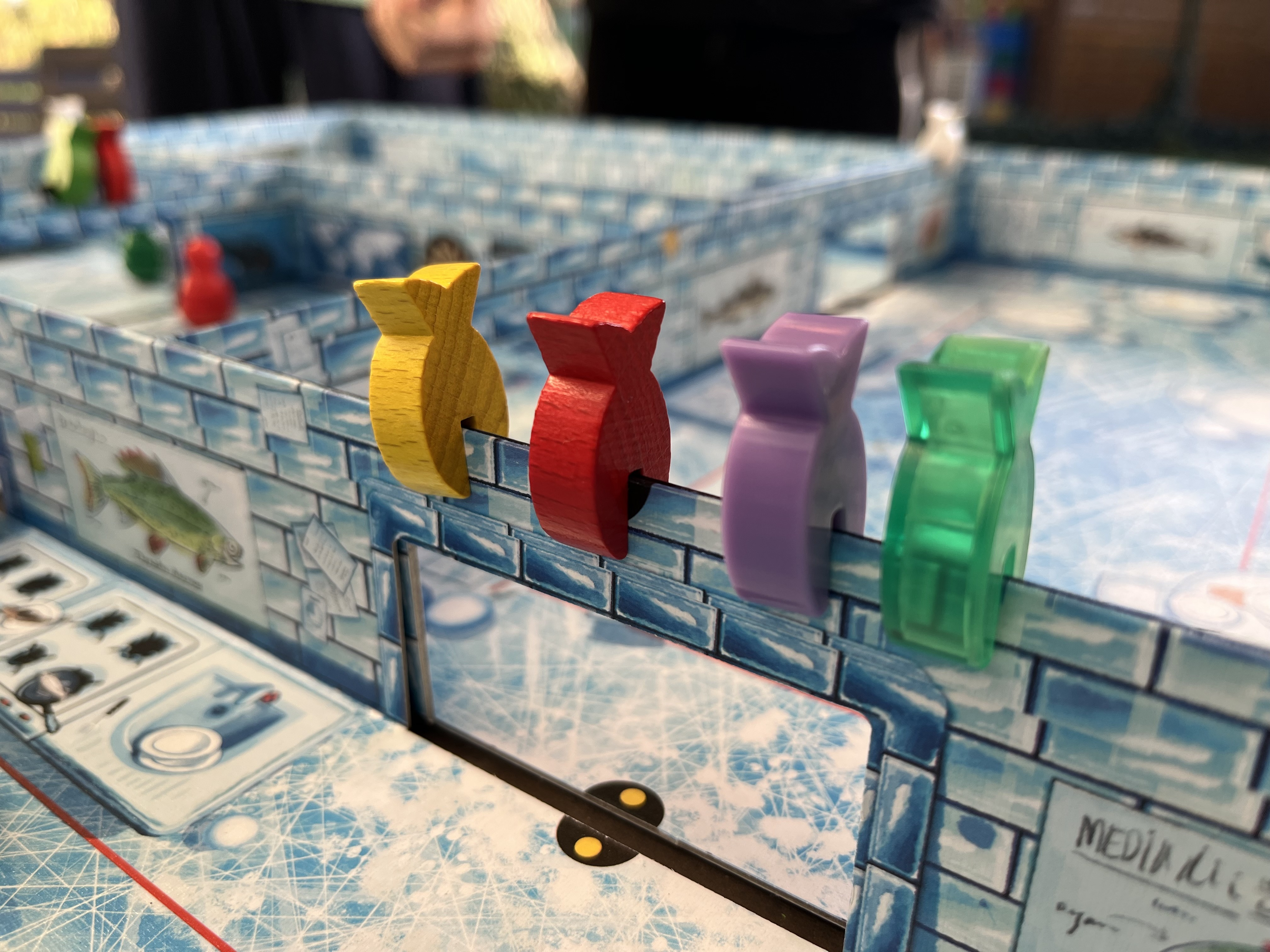
Icecool mit Emerald Fish

2017 erschien eine erste Mini-Erweiterung für Icecool, bestehend aus vier Karten mit dem Kartenwert 0,5 Punkte. Im gleichen Jahr wurde zudem eine Brian Gomez Promo als Kartenset mit den Profilen der vier Spieleautoren der Goodie-Box zum Deutschen Spielepreis beigelegt.  Des Weiteren wurde eine Emerald Fish Promo mit einem smaragdfarbenen Fisch und vier Karten mit einem Kartenwert von je 3 Punkten veröffentlicht. 2019 erschien erneut in der Goodie Box zum Deutschen Spielepreis die Walrus Expansion mit drei Walross-Figuren, die im Spielfeld aufgestellt werden und den Spielern Extrarunden ermöglichen. Ebenfalls 2019 wurden eine Blocked Door-Karte, mit der der Hausmeister eine Tür verschließen kann, sowie ein Artifacts-Set mit Artefakt-Karten veröffentlicht.

## Ausgaben und Rezeption
Das Spiel Icecool wurde von der Spieleautorengruppe Brian Gomez, bestehend aus Edgars Zakis, Reinis Butans, Janis Grunte und Egils Grasmanis, in Lettland entwickelt. 2016 wurde es bei dem Spieleverlag Brain Games in einer multilingualen und von Amigo in einer deutschen Version veröffentlicht, zudem sind eine polnische, eine rumänische und eine spanische Version erschienen. Die grafische Gestaltung des Spiels und auch die Spielfiguren stammen von Reinis Pētersons.
2017 wurde Icecool gemeinsam mit den Spielen Der Mysteriöse Wald und Captain Silver für den Kritikerpreis Kinderspiel des Jahres nominiert und konnte sich gegen diese durchsetzen. Die Jury des Kinderspiel des Jahres würdigte das Spiel in der Begründung für die Nominierung wie folgt:

„Da sage noch einer, Schule sei uncool. Schule ist cool, icecool. Ist die Arena erst einmal aufgebaut, können Spielkinder jedes Alters gar nicht anders, als sofort die Pinguine über das Eis schlittern zu lassen. Die Lernkurve ist groß – mit Übung sind erstaunliche Tricks möglich. Hier stimmt alles: Brian Gomez verbindet eine originelle Spielgeschichte, eindrucksvolle Ausstattung, detailverliebte Illustration und fordernden Ablauf zu einem idealtypischen Geschicklichkeitsspiel.“

Im gleichen Jahr gewann das Spiel den Deutschen Kinderspielepreis 2017, wurde auf die Nominierungsliste zum Graf Ludo, einem Preis für die beste Spielgrafik des Jahres, aufgenommen und beim österreichischen Spielepreis „Spiel der Spiele“ als eines von drei „Spiele-Hits für Kinder“ 2017 ausgezeichnet.
2018 erschien als Nachfolger von Icecool das Spiel Icecool2 sowohl bei Brain Games auf Englisch und Französisch wie auch bei Amigo auf Deutsch.

## Belege
1. ↑  Frankfurter Neue Presse: „Icecool“ ist das „Kinderspiel des Jahres“ 2017 | Frankfurter Neue Presse. („Icecool“ ist das „Kinderspiel des Jahres“ 2017 | Frankfurter Neue Presse (Memento vom 18. September 2017 im Internet Archive) [abgerufen am 21. Juli 2017]).
2. 1 2 3 4 5 6  Spieleanleitung Icecool, Download auf der Seite zu Icecool (Memento des Originals vom 28. Juni 2022 im Internet Archive)  Info: Der Archivlink wurde automatisch eingesetzt und noch nicht geprüft. Bitte prüfe Original- und Archivlink gemäß Anleitung und entferne dann diesen Hinweis. beim Amigo Spieleverlag; abgerufen am 18. Juni 2017.
3. 1 2 3 4  Spieleanleitung Icecool2, Download auf der Seite zu Icecool2 (Memento des Originals vom 5. Oktober 2022 im Internet Archive)  Info: Der Archivlink wurde automatisch eingesetzt und noch nicht geprüft. Bitte prüfe Original- und Archivlink gemäß Anleitung und entferne dann diesen Hinweis. beim Amigo Spieleverlag; abgerufen am 18. Juni 2017.
4. ↑  Icecool: 0.5 Point Cards in der Spieledatenbank BoardGameGeek (englisch); abgerufen am 8. Oktober 2018.
5. ↑  Icecool: Brian Gomez Promo in der Spieledatenbank BoardGameGeek (englisch); abgerufen am 8. Oktober 2022.
6. ↑  Icecool: Emerald Fish Promo in der Spieledatenbank BoardGameGeek (englisch); abgerufen am 8. Oktober 2022.
7. ↑  Icecool: Walrus Expansion in der Spieledatenbank BoardGameGeek (englisch); abgerufen am 8. Oktober 2022.
8. ↑  Icecool: Blocked Door promo card in der Spieledatenbank BoardGameGeek (englisch); abgerufen am 8. Oktober 2022.
9. ↑  Icecool: Artifacs in der Spieledatenbank BoardGameGeek (englisch); abgerufen am 8. Oktober 2022.
10. ↑  Versionen von Icecool in der Spieledatenbank BoardGameGeek (englisch); abgerufen am 18. Juni 2017.
11. 1 2  Icecool auf der Website des Spiel des Jahres e.V.; abgerufen am 18. Juni 2017.
12. ↑  Graf Ludo 2017 – Die Auswahlliste (Memento vom 1. Oktober 2017 im Internet Archive); abgerufen am 26. Juni 2017.
13. ↑  Die ausgezeichneten Spiele 2017 beim Österreichischen Spielepreis, 25. Juni 2017; abgerufen am 29. Juni 2017.
14. ↑  Versionen von Icecool2 in der Spieledatenbank BoardGameGeek (englisch); abgerufen am 12. September 2018.